# Färjbacken och Täktberget
Färjbacken och Täktberget var 1990 en av SCB avgränsad och namnsatt småort i Gagnefs kommun. Den omfattade bebyggelse i byarna Färjbacken och Täktberget i Gagnefs socken. efter 1990 upphörde villkoren för att betecknas som småort och därefter finns ingen beyggelsenhet med detta namn.